# Benita Ebbesdatter
Benita Ebbesdotter (llamada en sueco Benedikta o Bengta) (alrededor de 1170 - 1199). Noble danesa, hija del noble y militar Ebbe Sunesen. Reina de Suecia desde 1196 hasta su muerte, fue la primera esposa de Sverker II.
Casó en Dinamarca alrededor de 1190, cuando el príncipe Sverker se encontraba refugiado en ese país tras el asesinato de su padre el rey Carlos VII. 
Falleció aún muy joven, cuando contaba unos 29 años de edad. 
Aunque se mencionan cuatro hijos de Benita y Sverker, sólo de una hija se tiene cierto grado de conocimiento:
1. Helena. Esposa de Sune Folkesson, fue raptada por este del Convento de Vreta.
2. Margarita.
3. Carlos. De haber existido, falleció siendo muy joven.
4. Cristina.

| Predecesor: Cecilia Johansdotter | Reina Consorte de Suecia 1195-1199 | Sucesor: Ingegerd Birgersdotter |

- Datos: Q2183430